# تيد باركر
تيد باركر (بالإنجليزية: Ted Parker)‏ هو لاعب كرة قدم أسترالية أسترالي، ولد في 7 نوفمبر 1903، وتوفي في 16 مايو 1929 في ألبوري في أستراليا.

## وصلات خارجية
- تيد باركر على موقع AustralianFootball.com (الإنجليزية)
- تيد باركر على موقع AFLtables.com (الإنجليزية)